# Петрела (Терамо)
Петрела (итал. Petrella) је насеље у Италији у округу Терамо, региону Абруцо.
Према процени из 2011. у насељу је живело 45 становника. Насеље се налази на надморској висини од 229 м.